# Acore odorant
Acorus calamus · Jonc odorant, Acore vrai
Pour les articles homonymes, voir calamus.
Espèce
Classification APG III (2009)
Statut de conservation UICN

 LC  : Préoccupation mineure
L'acore odorant ou jonc odorant (Acorus calamus) est une espèce de plantes à fleurs de la famille des Acoracées. C'est une plante herbacée aquatique, pérenne, rhizomateuse originaire de l'Asie.

## Dénominations
La plante porte aussi les noms vernaculaires suivant : Roseau aromatique, Acore vrai, Calamus, Canne aromatique, Schoenante.

## Description

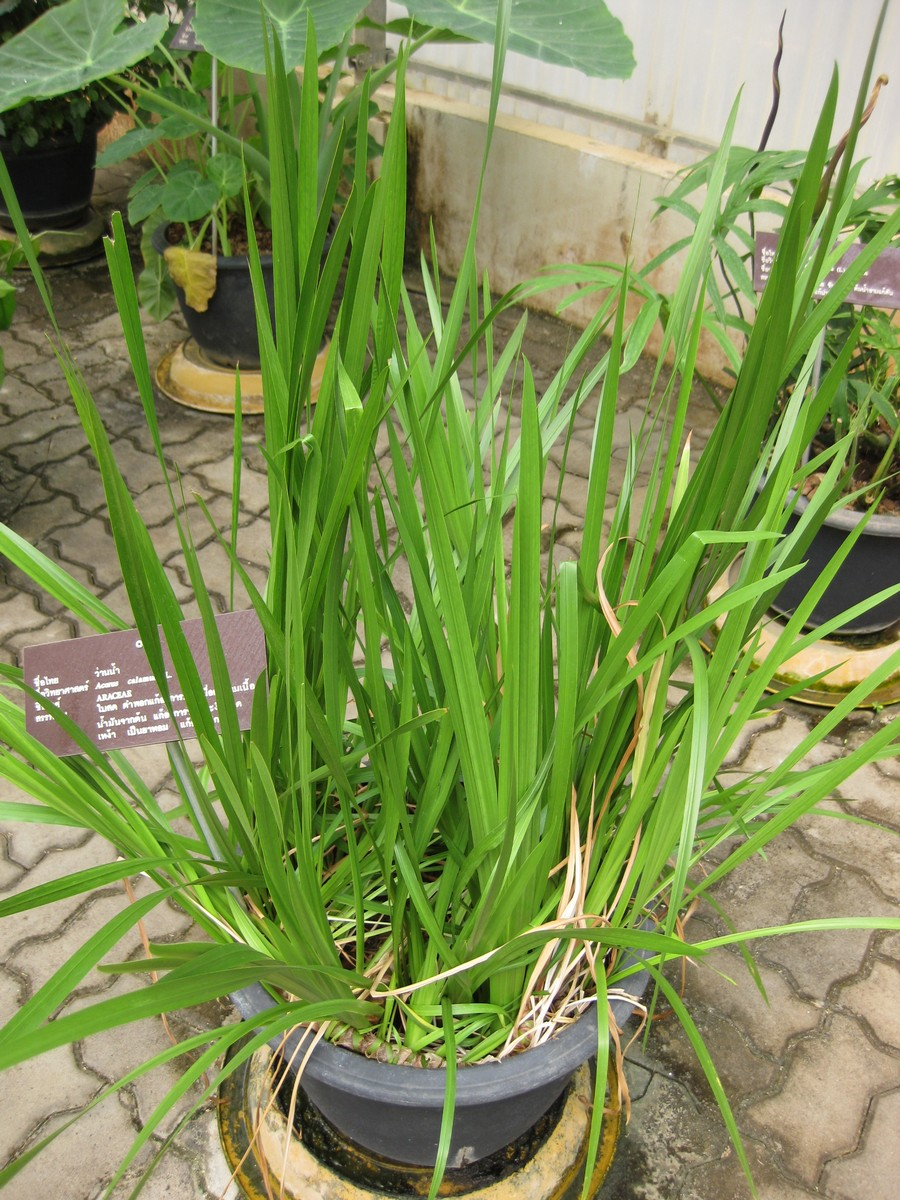
Jonc odorant ou Acore odorant, au Jardin botanique de la reine Sirikit, en Thaïlande.

La plante fait 50 à 120 cm de haut. Les feuilles sont linéaires. L'inflorescence est constituée d'un spadice portant de minuscules fleurs verdâtres à six tépales et d'un spathe qui ne diffère guère des feuilles.

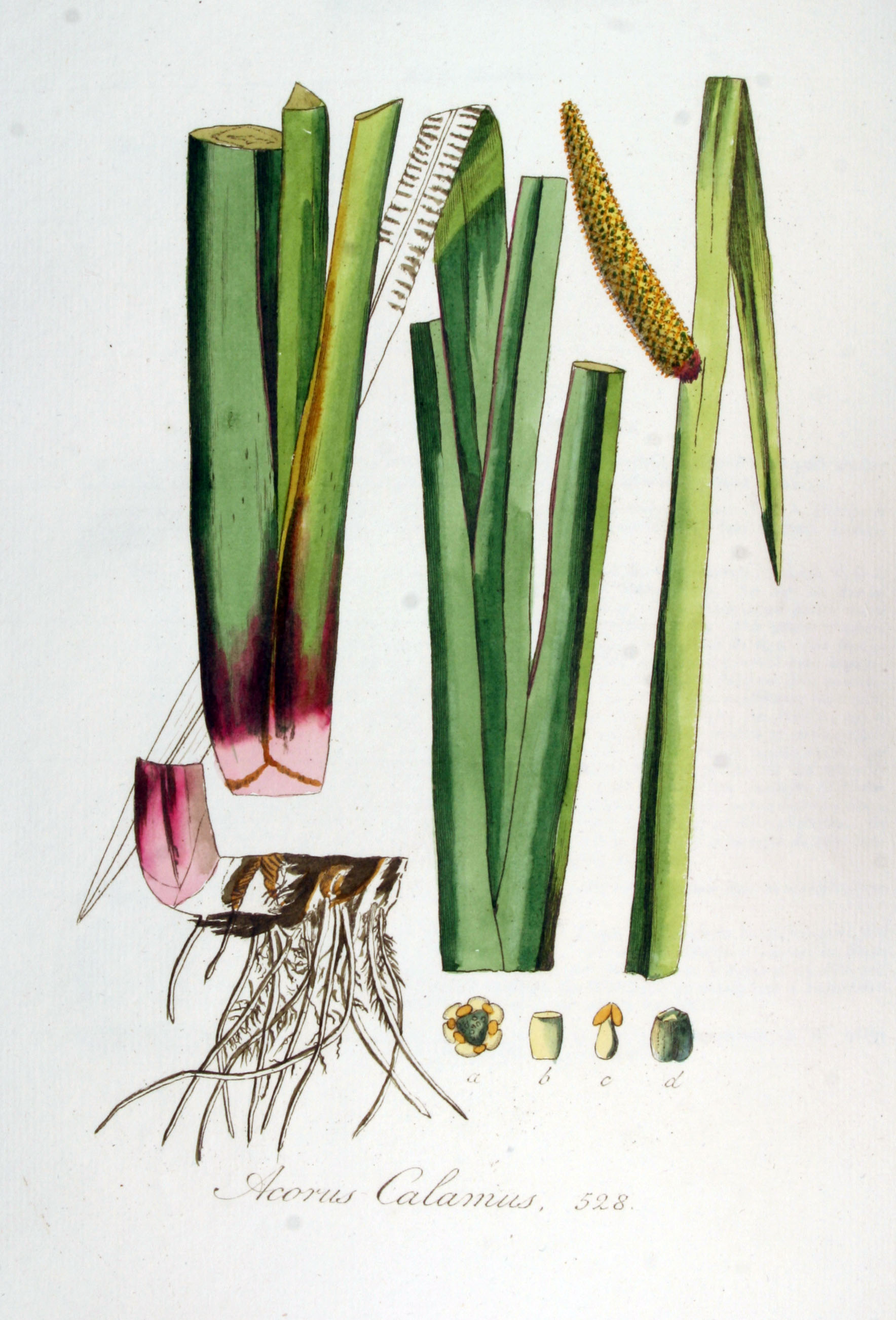
Planche botanique.
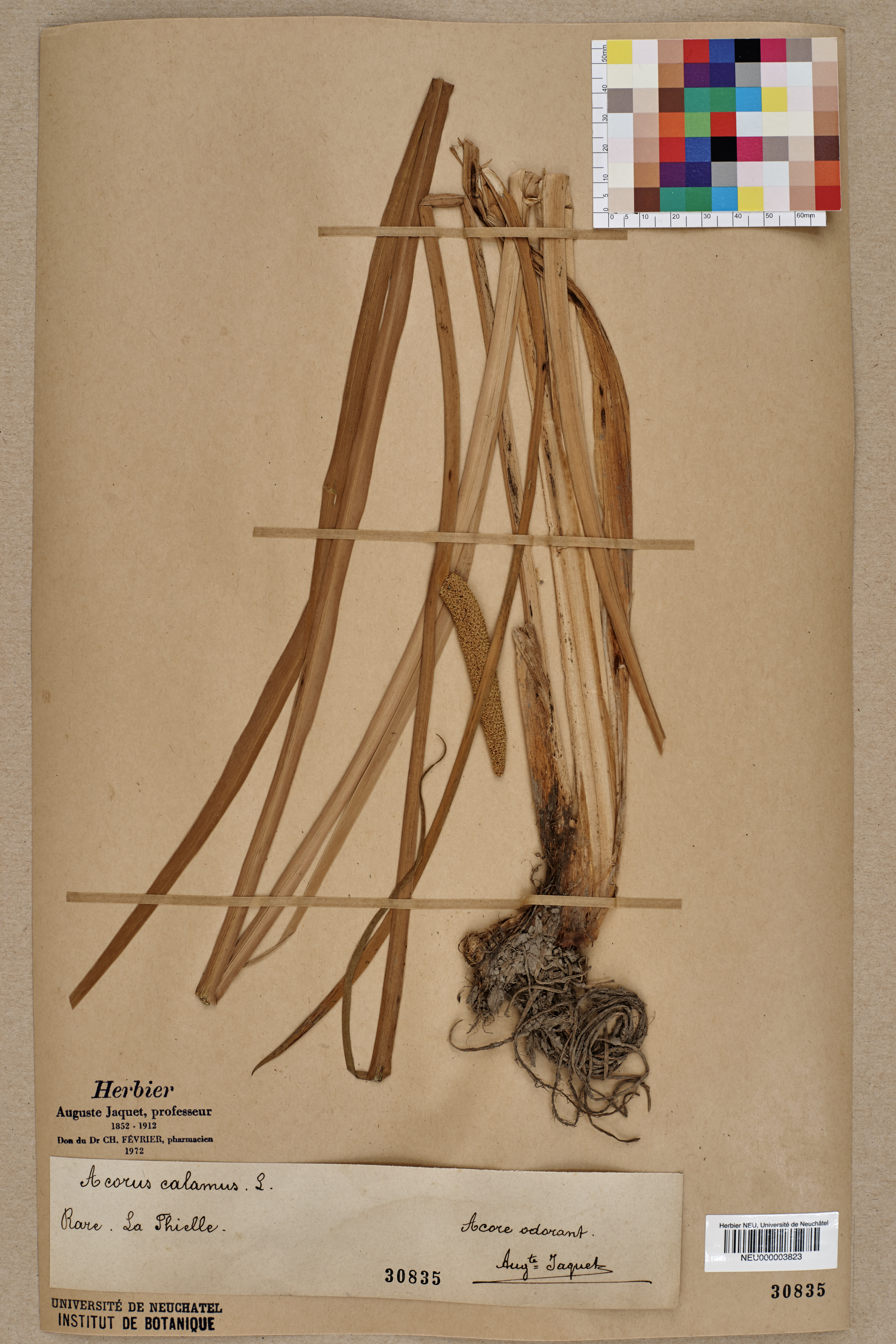
Spécimen d'herbier.
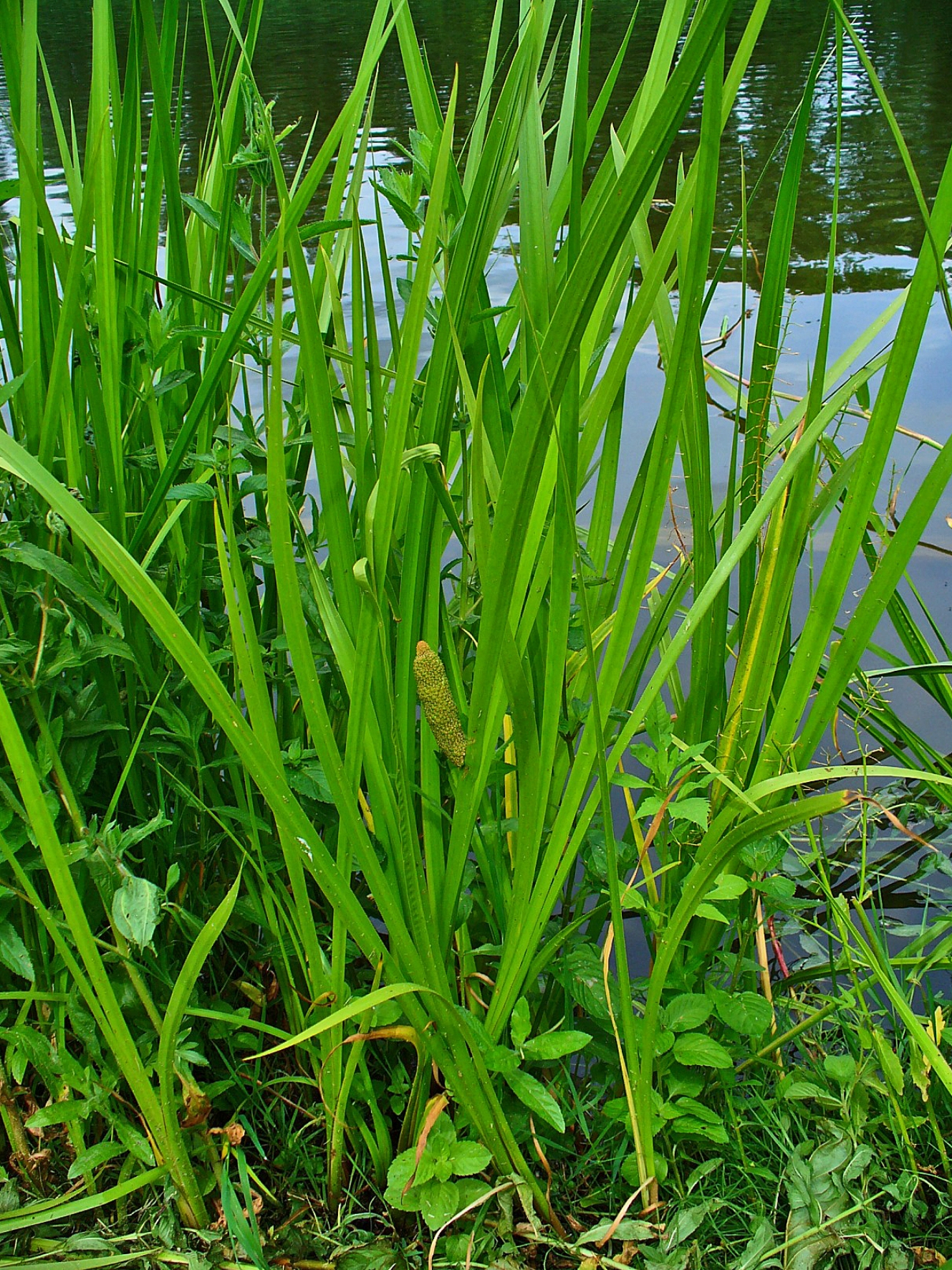
Vue d'ensemble.
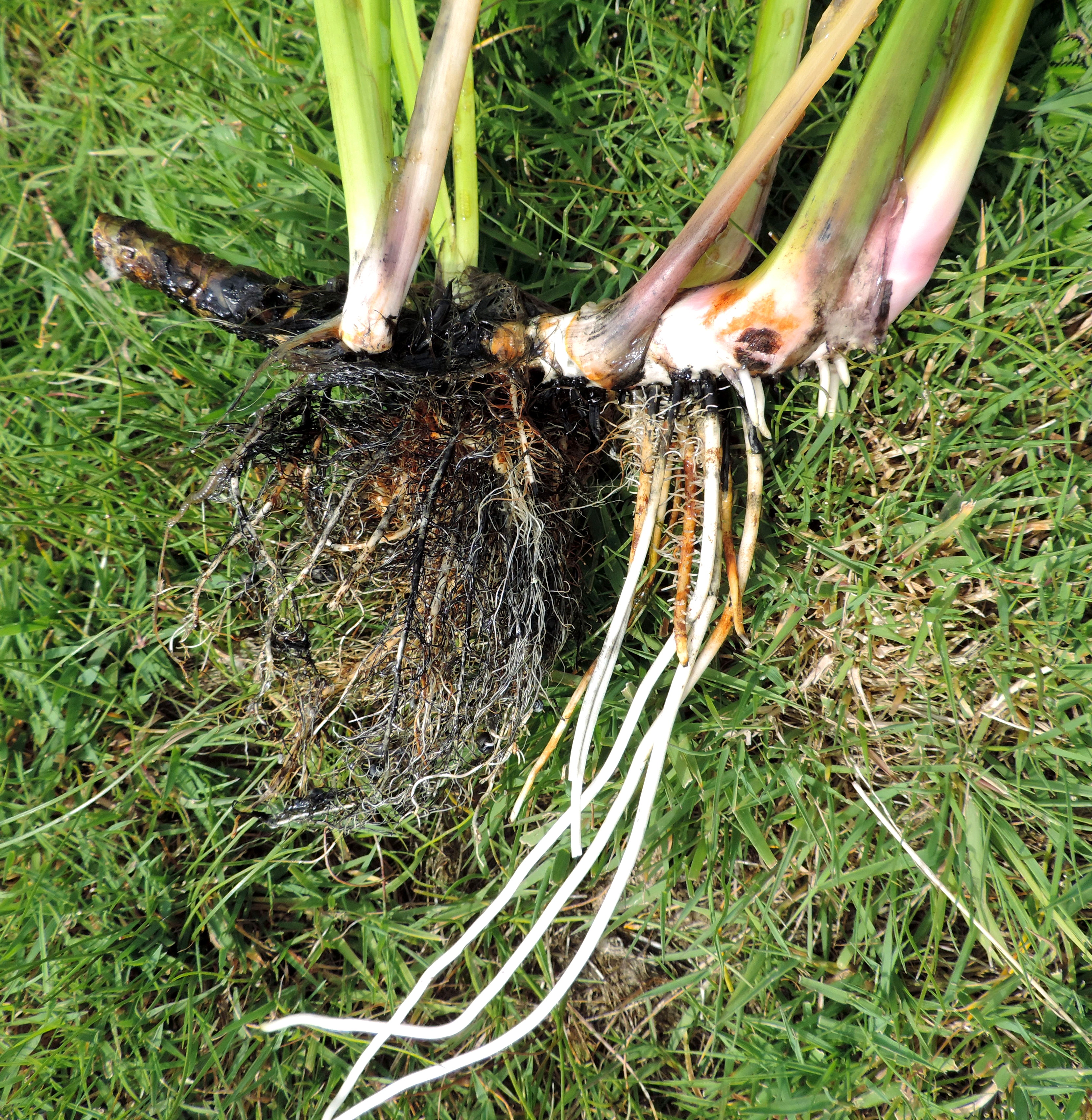
Rhizome et racines.
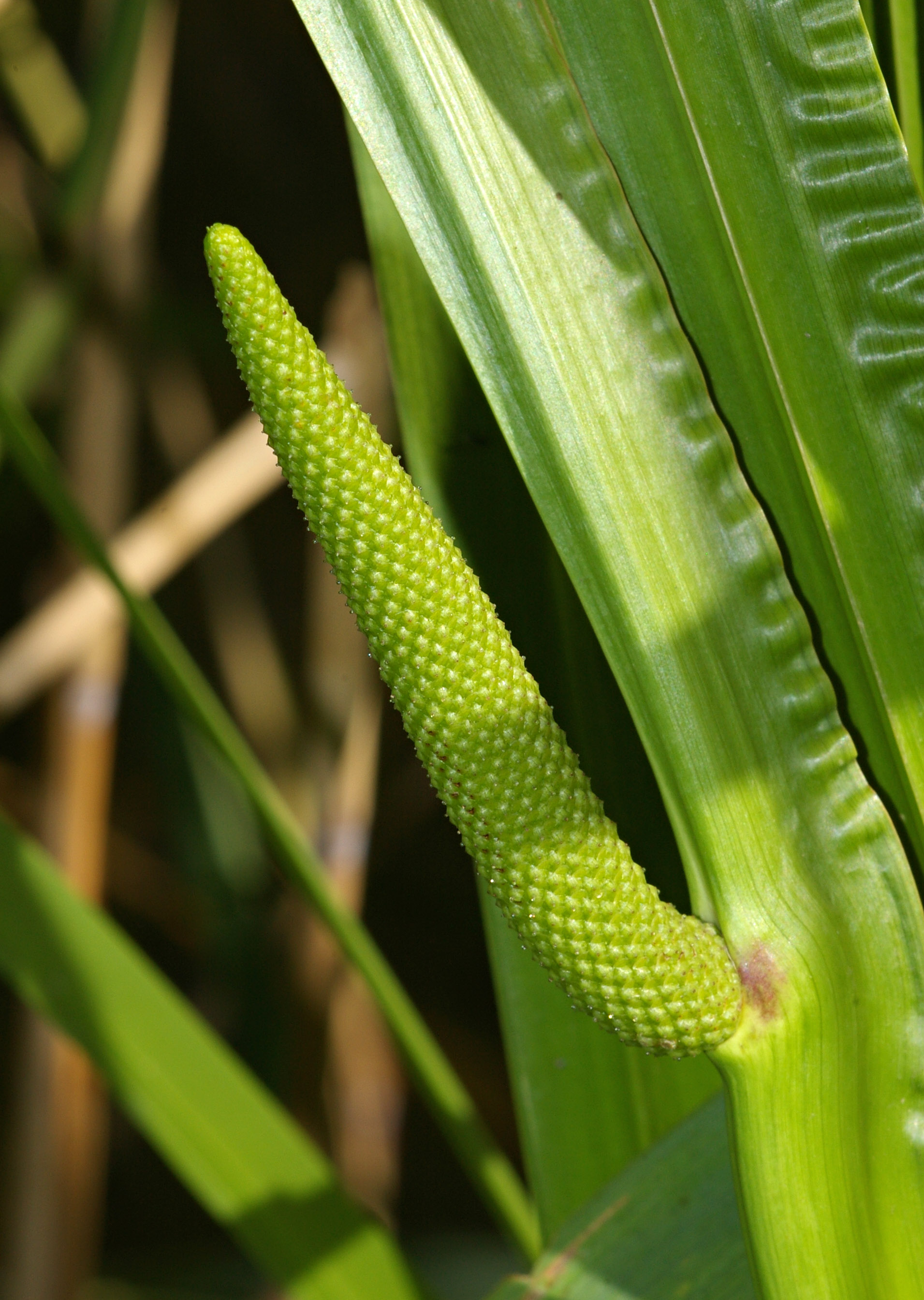
Inflorescence en spadice.
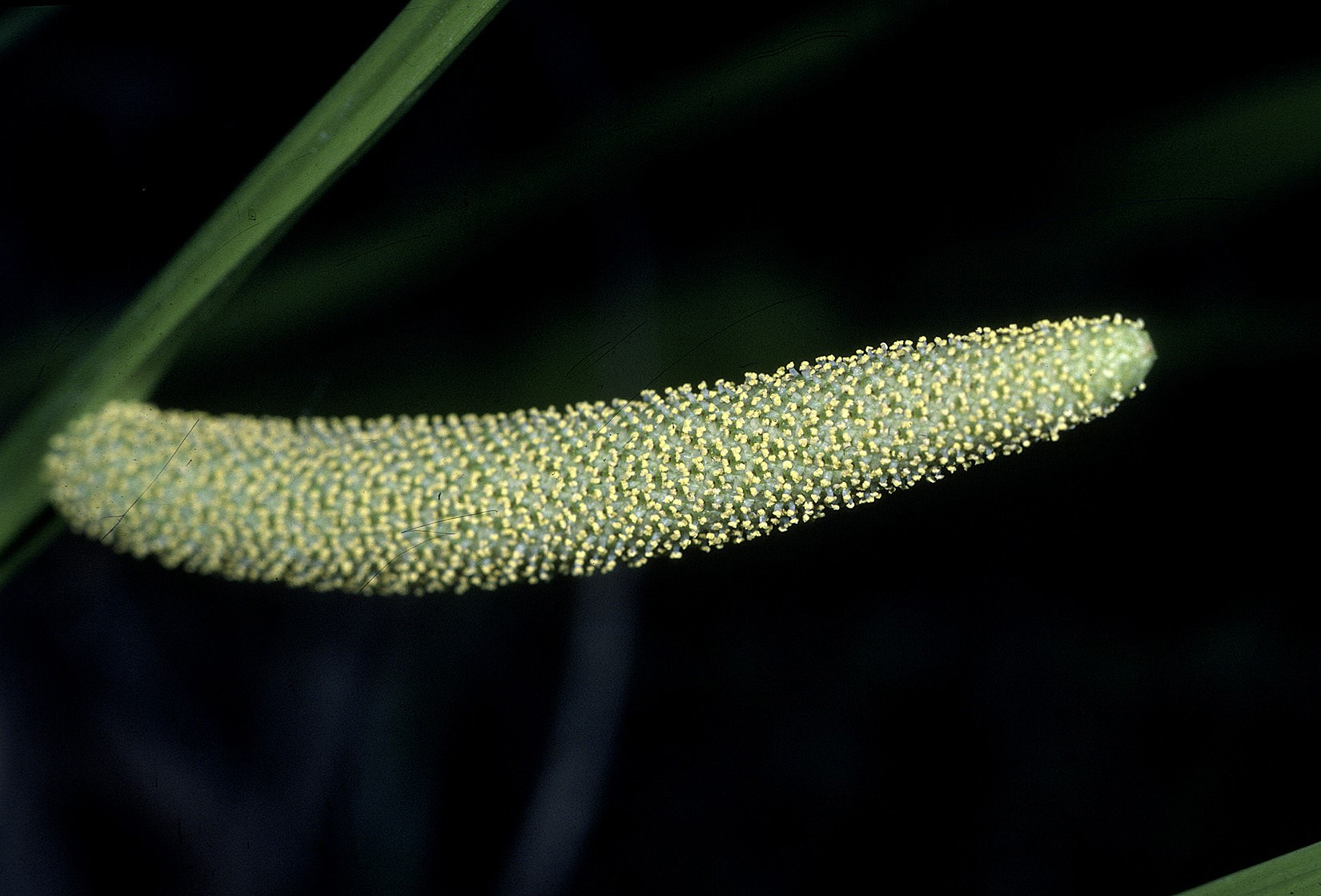
Inflorescence, stade floraison.
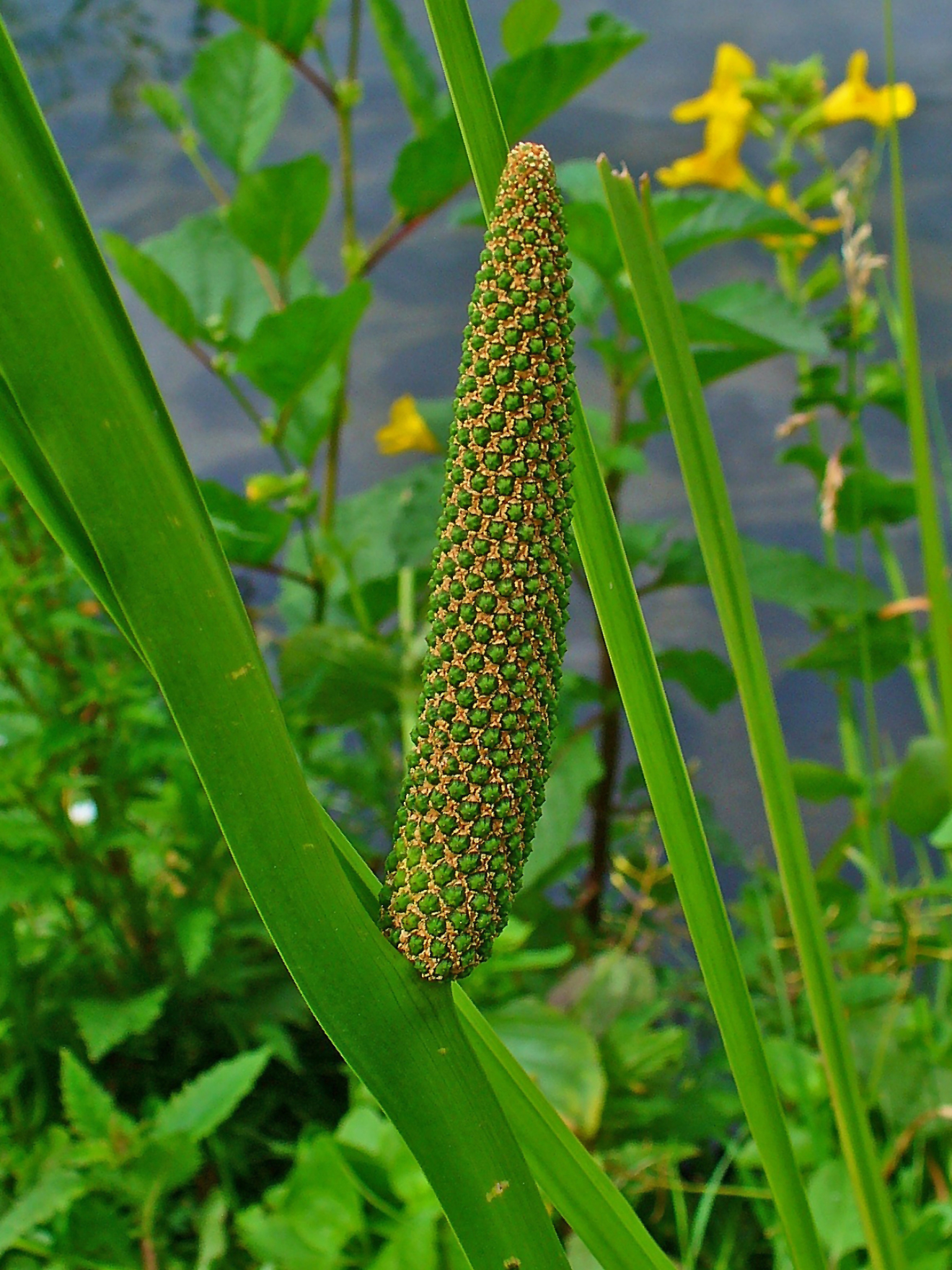
Inflorescence, stade avancé.
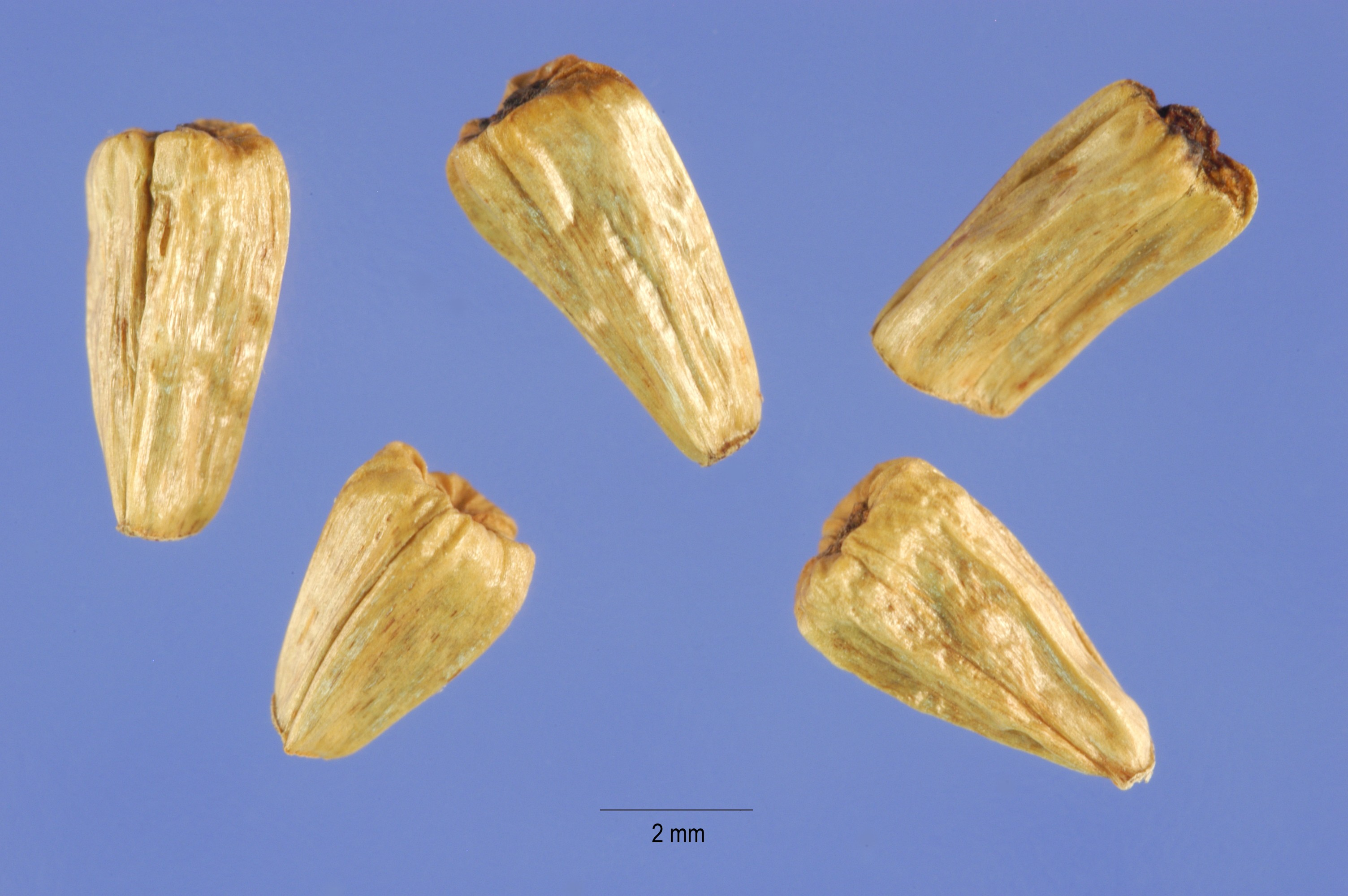
Graines.

## Caractéristiques

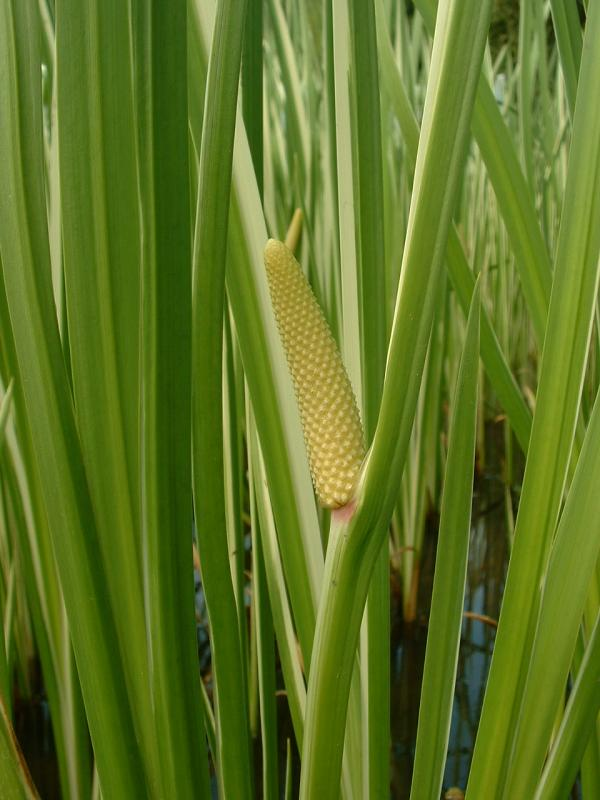
Acore odorant.

- Feuilles : pétiole non différencié, limbe long, linéaire, à nervures parallèles
- Organes reproducteurs :
  - Type d'inflorescence : spadice de 5-10 cm de long
  - Répartition des sexes :  hermaphrodite
  - Type de pollinisation :  entomogame
  - Période de floraison :  mai à août
- Graine
  - Type de fruit : akène
  - Mode de dissémination :  Hydrochorie

## Répartition et habitat
Cette espèce holarctique indigène en Asie, a été importée au XIIIe siècle en Europe pour ses propriétés odoriférantes et insecticides. Elle y est naturalisée mais ne produit pas de fruits, car les plantes importées sont stériles (généralement des triploïdes stériles).
- Habitat type : roselières médioeuropéennes pionnières

Données d'après : Julve, Ph., 1998 ff. - Baseflor. Index botanique, écologique et chorologique de la flore de France. Version: 23 avril 2004.

## Usages
La plante est spontanée, subspontanée ou cultivée dans les régions marécageuses et le long des cours d'eau en Europe orientale. Les rhizomes semblent avoir été principalement employés, mais les parties basses des jeunes pousses sont comestibles.

### Parfum, insecticide
L'huile essentielle extraite des rhizomes par distillation a été utilisée en parfumerie, dont pour parfumer des vinaigres de toilette.
Son odeur, qui évoque celle la mandarine, est réputée éloigner certains insectes (punaises...) et protéger les fourrures. En Chine, les feuilles et les rhizomes broyés sont utilisés comme acaricide et comme insecticides (contre les pucerons, les cicadelles, divers « ravageurs » du riz). La plante est aussi utilisée en fumigation avec l'armoise contre les moustiques.

### Usages alimentaires
Les feuilles ne sont pas comestibles, mais ont été utilisées, en Pologne par exemple, disposées sous le pain dans le four de boulange, pour empêcher le pain de coller, mais aussi pour lui donner un arôme particulier.
Les parties basses des jeunes pousses sont, elles, comestibles ; elles étaient par exemple mangées en Pologne jusque dans les années 1950, et elles sont encore parfois grignotées par les enfants selon F. Couplan (2009).
Le rhizome de l'Acore odorant a été consommé, par exemple en Bosnie sous forme de galette et de bouillie. Il sert encore à parfumer des boissons alcoolisées (bières ou eau-de-vie).

### Usages médicinaux
Le rhizome est réputé stimulant, stomachique, carminatif, diurétique, diaphorétique et emménagogue, mais potentiellement toxique à forte dose.
Historiquement, l'acore (changpu  菖蒲) est un ingrédient de la médecine traditionnelle chinoise. On considère actuellement que le terme peut désigner  shuichangpu 水菖蒲 Acorus calamus L. et shichangpu 石菖蒲 Acorus tatarinowii Schott. L'acore changpu est cité dans la première pharmacopée chinoise Shennong bencao jing (aux environs du début de notre ère). La notice indique :
 âcre, chaud. Traite les troubles liés au « vent froid humide », la toux, à s'oppose au Qi ascendant. Il ouvre la porte du cœur. Nourrit les cinq organes, libère les neuf orifices, éclaircit les yeux et les oreilles, [aide] les articulations de la voix. Pris longtemps, allège le corps, améliore la mémoire, prévient la confusion et prolonge la vie. Autre nom : changyang. Pousse dans les étangs et les marais.
En Inde, la médecine ayurvédique le dénomme « Vacha » et en fait un stimulant nerveux, digestif, émétique (à haute dose), expectorant et décongestionnant des sinus et diurétique.
Les Tartares l'employaient pour désinfecter leur eau de boisson.
En Occident, en tisane, il traite certains troubles gastriques (ballonnements, nausées, brûlures gastro-œsophagiennes). Maria Treben le mentionne pour de nombreux troubles de l'appareil digestif ainsi que pour goutte, gelures et cancer de l'intestin. Traditionnellement récolté au printemps et à l'automne, il était ensuite séché à l'ombre. C'était un tonique amer réputé stimuler les glandes digestives ; comme plante apéritive on en a tiré une liqueur. Aussi dit schoenante, le rhizome était l'un des multiples constituants de la thériaque de la pharmacopée maritime occidentale au XVIIIe siècle.
Au Canada, cette plante est nommée belle-angélique par les Québécois et sweet flag par les anglophones ; certains amérindiens en chiquent le rhizome pour ses effets stimulants et thérapeutiques.
Ce rhizome fournit une huile essentielle, amère, dont la composition varie selon la génétique de la plante. Les souches européennes renferment des dérivés mono- et sesquiterpéniques (camphène, p-cymène) et des dérivés phénylpropaniques (moins de 10 %) représentés surtout par la bêta-asarone, réputée cancérigène et reprotoxique. La variété Americanus ne contient pratiquement pas de bêta-asarone, alors qu'en Inde elles ont la plus forte concentration (jusqu'à 96 %). Cependant, malgré une utilisation ancestrale, en Inde, la plante entière ne semble pas responsable de cancer. Cette huile essentielle est réputée être un digestif (pris après un repas difficile à digérer), à cependant proscrire lors de la grossesse et de l'allaitement.

### Risques et dangers
À forte dose, consommer le rhizome peut provoquer des troubles allant jusqu'aux hallucinations visuelles.
L'acore et ses produits sont autorisés en Europe avec une limite maximale tolérée de β-asarone de 0,1 mg/kg dans les denrées alimentaires et de 1 mg/kg dans les boissons alcoolisées.
L’huile essentielle d’Acore est à utiliser avec grande vigilance et sur une courte période car elle contient des composants neurotoxiques en faible quantité.

## Principaux constituants du rhizome
- des matières amylacées ;
- Huile essentielle : β-asarone (aux vertus antibiotiques, mais aussi légèrement toxique)[2], camphène, p-cymène, β-gurjunène, linalol ;
- un glucoside (acorine)[2] ;
- un alcaloïde (calamine)[2] ;
- des saponines ;
- un principe amer (acorone)[2] ;
- un Mucilage[2] ;
- des tanins[2].